# The Black and White Album
The Black and White Album es el título del cuarto álbum de larga duración de la banda de garage rock The Hives. El álbum fue publicado el 15 de octubre de 2007 en el Reino Unido y 13 de noviembre de 2007 en los Estados Unidos. El lanzamiento del álbum fue originalmente previsto para el 9 de octubre en el Reino Unido, sin embargo esta fecha se aplazó hasta el 15 de octubre, por razones desconocidas.
El primer sencillo del álbum fuera, "Tick Tick Boom", aparece en el juego Madden NFL 08. La versión que aparece es una primera versión de la canción con algunos cambios notables, como coros alternativos. La versión final aparece en el álbum. Clips de esta canción aparecieron en un anuncio de Nike poco antes de que la fecha de publicación del sencillo, 14 de agosto para los EE. UU. y el 24 de septiembre en el Reino Unido.
La banda dice que han registrado entre 20 y 30 canciones (siete de ellas registradas con el productor Pharrell Williams) de las cuales salieron las elegidas para el disco. Otras pistas se han producido por Jacknife Lee y Dennis Herring. Las sesiones se celebraron con Timbaland, con quien la banda produjo la canción "Throw it on Me". Ellos esperan poder utilizar estas canciones como caras-b.
El track list final del álbum fue confirmado por la banda en la web alemana el 13 de septiembre, y más tarde a través de NME.
"Tick Tick Boom", "Try It Again", "You Got It All... Wrong", "Well All Right!", "Won't Be Long", y "Fall Is Just Something Grownups Invented" están disponibles en iTunes.
El 17 de diciembre de 2007, "T.H.E.H.I.V.E.S." se confirmó como el próximo single del álbum en la web del grupo.

## Lista de canciones
1. "Tick Tick Boom" - 3:25
2. "Try It Again" - 3:29
3. "You Got It All... Wrong" - 2:42
4. "Well All Right!" - 3:29
5. "Hey Little World" - 3:22
6. "A Stroll Through Hive Manor Corridors" - 2:37
7. "Won't Be Long" - 3:46
8. "T.H.E.H.I.V.E.S." - 3:37
9. "Return the Favour" - 3:09
10. "Giddy Up!" - 2:51
11. "Square One Here I Come" - 3:10
12. "You Dress Up for Armageddon" - 3:09
13. "Puppet on a String" - 2:54
14. "Bigger Hole to Fill" - 3:37

- Datos: Q1246574